# Középföldi törpök listája
A törpök (khazadok, naugrik) egy faj J. R. R. Tolkien mitológiájában. Ez a szócikk a Tolkien műveiben megjelenő fontosabb törpöket sorolja fel.

## A

### Azaghâl
Azaghâl egy belegosti törp-úr volt az Első Korban, a Szélesderekúak nemzetségének vezére. Csatlakozott Fingon, a Noldák Nagykirálya által vezetett szövetséghez, amely megtámadta Angbandot, Morgoth erődjét a Nirnaeth Arnoediad, a "Megszámlálhatatlan Könnyek Csatája" során. A harc során szembekerült Glaurunggal, a Sötét Úr szolgálatában álló fiatal sárkánnyal. Azaghâl súlyosan megsebesítette a szörnyeteget, de az megölte ellenfelét, mielőtt visszavonult volna Angbandba. Telchar eredetileg neki készítette Dor-lómin sárkány-sisakját.
Azaghâl A szilmarilok huszadik, a Nirnaeth Arnoediadot bemutató fejezetében jelenik meg.

## B

### Balin
Harmadkori törp Durin királyi vérvonalából, Fundin fia, Dwalin bátyja. A Harmadkor 2763. évében született Ereborban. A törp-erődváros Smaug általi feldúlásából megmenekült rokonával, az ifjú Tölgypajzsos Thorinnal és más fiatal törpökkel. II. Thráin seregével harcolt a törp-ork háborút lezáró Azanulbizari Csatában. Követte Thráint annak Erebor visszafoglalására indított expedícióján, majd amikor a törp-úr eltűnt (Sauron szolgái elrabolták), ő vezette vissza annak csapatát a népének otthont adó Ered Luinba. 2941-ben Balin csatlakozott Thorinhoz, aki tizenegy további törpöt maga köré gyűjtve szintén céljául tűzte ki nagyapja királyságának visszafoglalását. Thorin és társai, a hobbit Zsákos Bilbó és a mágus Szürke Gandalf segítségével visszaszerezték a Magányos Hegyet, bár vezérük meghalt az Öt Sereg Csatájában. Balin Ereborban telepedett le annak újrabenépesítése után. A Harmadkor 2989. évében visszafoglalta Mória (Khazad-dûm) ősi, de ekkorra elhagyatott törp-birodalmát egy expedíció élén, és felvette a Mória Ura címet. Öt évvel később orkok lenyilazták az Azanulbizar-Völgyben, követőit pedig rövid harcok után lemészárolták a Törptárna termeiben.
Balin fontos mellékszereplő A hobbitban, sírját pedig A Gyűrűk Ura első kötetében megtalálja a Gyűrű Szövetsége. Balin hangját Don Messick adta A hobbit 1977-es rajzfilmadaptációjában. Peter Jackson élőszereplős filmtrilógiájában Ken Stott alakítja.

### Bifur
Harmadkori törp, Tölgypajzsos Thorin tizenkét társának egyike, Bofur és Bombur unokatestvére. Thorin követőinek legtöbbjétől eltérően nem nemesi származású, apja móriai törpök leszármazottja volt. Az Öt Sereg Csatája után Ereborban telepedett le.
Bifur A hobbit mellékszereplője, neve az óészaki Völuspá versből, az Edda-énekek egyik részéből származik. Peter Jackson a regényt megfilmesítő trilógiájában a szereplőt William Kircher alakítja. A filmsorozat háttértörténetében Bifur fejébe beleragad egy harc során egy ork fejszéje. A sebesülés következményeképpen Bifur intelligenciája megsérül, így a filmek során kizárólag khuzdûl-ul (a törpök nyelvén) folytatott kommunikációra képes. A hobbit: Az öt sereg csatája végén, utolsó megjelenésekor a fejsze már nincs Bifur homlokában.

### Bofur
Harmadkori törp, Tölgypajzsos Thorin társainak egyike, Bombur bátyja és Bifur unokatestvére. Thorin követőinek legtöbbjétől eltérően nem nemesi származású, felmenői móriai törpök. Az Öt Sereg Csatája után Ereborban telepedett le.
Bofur A hobbit mellékszereplője, neve az óészaki Völuspá versből, az Edda-énekek egyik részéből származik. Peter Jackson A hobbitot megfilmesítő háromrészes sorozatában James Nesbitt alakítja.

### Bombur
Harmadkori törp, Tölgypajzsos Thorin társainak egyike, Bofur öccse és Bifur unokatestvére. Thorin követőinek legtöbbjétől eltérően nem nemesi származású, felmenői móriai törpök. Bombur nagyon kövér és szeret enni. A Bakacsinerdőben beleesik az Erdei Folyóba, és az annak vize által rábocsátott varázslattól hosszú időre elalszik. Az Öt Sereg Csatája után Ereborban telepedett le.
Bombur A hobbit mellékszereplője, neve az óészaki Völuspá versből, az Edda-énekek egyik részéből származik. A hobbit Peter Jackson által rendezett háromrészes filmadaptációjában Stephen Hunter alakítja.

### Borin
Harmadkori törp Durin királyi vérvonalából, II. Náin király fiatalabb fia. Balin, Dwalin, Glóin, Óin és Gimli őse.

## D

### I. Dáin
Harmadkori törp, utolsó a Durin népét egészét uraló királyok közül. Uralkodása alatt kezdődtek a sárkánytámadások az Ered Mithrin-beli törptelepülések ellen. Dáint a Harmadkor 2589. évében megölte egy hidegsárkány, halála után pedig a Hosszúszakállúak kettészakadtak: a király idősebb fia, Thrór megalapította Erebor erődvárosát, míg annak öccse, Grór a Vasdombokban hozott létre egy törp-királyságot.

### II. "Vaslábú" Dáin
Harmadkori törp, Hegymélyi Király és Durin népének királya, II. Náin fia. A törp-ork háborút lezáró Azanulbizari Csata#Azanulbizari Csatában megölte az apját meggyilkoló ork-vezért, Azogot. A harc után meggyőzte II. Thráint, hogy ne próbálja meg újra betelepíteni Móriát. Dáin visszatért apja királyságába a Vasdombokban, birtokba véve annak trónját. Az Öt Sereg Csatája után Hegymélyi Király lett. A Gyűrűháborúban ölték meg.

### Dori
Thorin és Társaihoz tartozó törp. Ori és Nori testvére.

### I. Durin, a "Halhatatlan"
A Törpök Hét Atyjának legidősebbike. A vala Aulë teremtette. Az Első Korban keletre vándorolt Beleriandból, és létrehozta Móriát (Khazad-dûm). Nagyon sokáig élt, és népe azt hitte, hogy lelke minden móriai királyban újjászületik.

### III. Durin
Móriai király. Durin Népe később úgy gondolta, hogy az első törp-gyűrűt maguktól a tünde-kovácsoktól kapta.

### VII. "Utolsó" Durin
Durin népének utolsó királya. A Gyűrűháború után visszafoglalta Móriát.

### Dwalin
Balin öccse. II. Thráin követője. A Gyűrűháború idején még élt.

## F

### Fili
Thorin húgának, Dísnek a fia. Testvérével, Kilivel, és nagybátyjával, Thorinnal tartott Ereborba, ám az Öt Sereg Csatájában -Kilivel együtt- életét vesztette.

## G

### Gimli
Glóin fia, a Gyűrűszövetség egyik tagja. A Gyűrűháború utána az aglarondi Csillogó Barlangok ura lett.

### Glóin
Thorin és Társaihoz tartozó törp, Gimli apja.

## I

### Ibun
A pici-törpök egyik utolsó tagja. Mîm fia.

## K

### Kili
Thorin húgának, Dísnek a fia. Testvérével Thorinnal tartott Ereborba.

### Khîm
Mîm fia, az egyik utolsó pici-törp.

## M

### Mîm
Az utolsó pici-törp. Elárulta Túrin Turambart, Húrin ölte meg Nargothrond kapujában.

## N

### Nori
Dori és Ori testvére, Thorin és Társaihoz tartozott.

## O

### Ori
Dori és Nori testvére, Thorin és Társaival együtt ment Ereborba. Balinnal tartott Móriába, ő írta az utolsó bejegyzést Mazarbûl Könyvében.

## Ó

### Óin
Glóin testvére. Balinnal tartott Mória visszafoglalására tett kísérletére. A Tó Őre felelős a haláláért.

## T

### II. "Tölgypajzsos" Thorin
Thorin és Társai vezére, II: Thráin fia. Kapzsi. Az Öt Sereg Csatájában ölték meg. A Tölgypajzsos jelzőt Azog a pusztító legyőzésével érdemelte ki.

### III. "Kősisakos" Thorin
Az utolsó Hegymélyi Király a Gyűrűháború után.

### II. Thráin
II. Thorin apja, Thrór fia. Az utolsó törpgyűrű birtokosa. Dol Goldurban halálra kínozták.

### Thrór
A Hegymélyi Király. II. Thráin apja. Azog ölte meg Móriában.